# Métrophane Ier d'Alexandrie
Métrophane Ier Kritopoulos (en grec : Μητροφάνης Κριτόπουλος ; né vers 1589 à Béroia, mort le 30 mai 1639) est pape et patriarche orthodoxe d'Alexandrie et de toute l'Afrique de 1636 à 1639.